# Walter Ewers
Walter Ewers (ur. 11 maja 1892, zm. 15 maja 1918) – as lotnictwa niemieckiego Luftstreitkräfte z 8 potwierdzonymi  zwycięstwami w I wojnie światowej, dowódca Jagdstaffel 77.
Walter Ewers służył w 7 Bawarskim Pułku Artylerii. Na początku 1917 roku został przeniesiony do lotnictwa. W maju został promowany na podporucznika i rozpoczął służbę w jednostce lotniczej FA26. Następnie na krótko przeszedł do eskadry myśliwskiej Jagdstaffel 8, a od jesieni służył w Jagdstaffel 12, odnosząc w niej trzy zwycięstwa powietrzne, pierwsze 18 września 1917 roku.
Od początku stycznia 1918 roku służył w Jagdstaffel 77. 21 stycznia 1918 roku został mianowany porucznikiem i dowódcą bawarskiej eskadry myśliwskiej Jagdstaffel 77. W jednostce odniósł jeszcze pięć zwycięstw powietrznych. Zginął w walce 15 maja.

## Odznaczenia
- Krzyż Żelazny I Klasy
- Krzyż Żelazny II Klasy